# Os épipubis
L'os épipubis est un os dont les marsupiaux modernes possèdent une paire, qui supporte la poche des femelles.

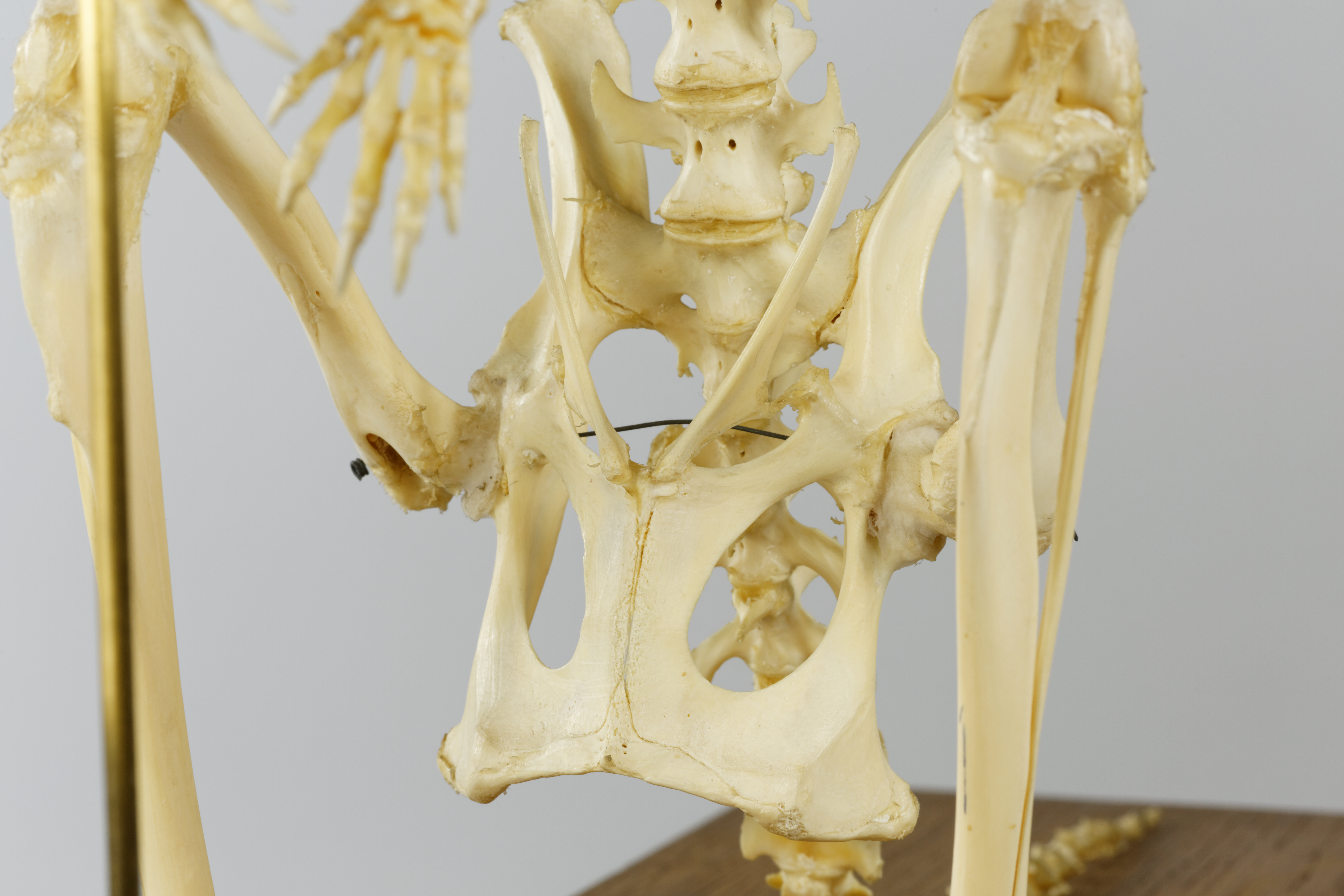
Os épipubis de Wallaby à cou rouge (spécimen conservé à l'Université Pierre-et-Marie-Curie)

Mais les os épipubis ne sont pas spécifiquement marsupiaux, puisqu'ils ont été trouvés sur des fossiles de multituberculaires, monotrèmes et même euthériens
Il s'agit a priori d'un trait plésiomorphe qui a disparu à un certain point après que les ancêtres des mammifères placentaires modernes ont divergé de ceux des marsupiaux.